# Archiwum Państwowe w Lublinie
Das Archiwum Państwowe w Lublinie (AP) (deutsch Staatsarchiv Lublin) ist das Staatsarchiv in Lublin in der Woiwodschaft Lublin in Polen. Es wurde 1918 gegründet und gehört zu den ältesten Staatsarchiven des Landes.

## Gebäude

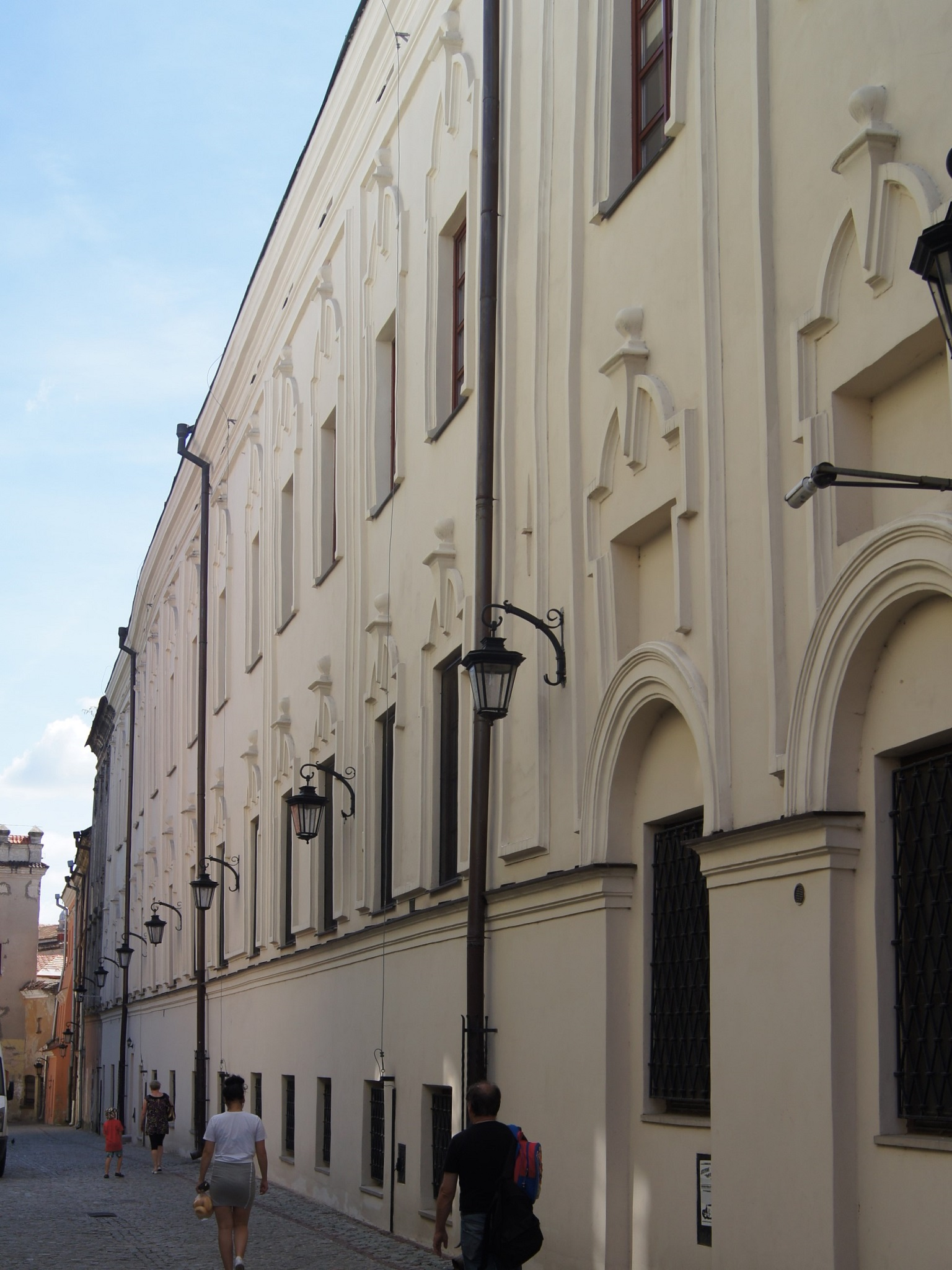
Nordflügel an der ulica Jezuicka

Das Archiv befindet sich seit 1965 im klassizistischen Gebäude des ehemaligen Jesuitenkollegs, das sich nördlich an die Johanneskathedrale anschließt. Westlich erhebt sich mit dem Dreifaltigkeitsturm der Glockenturm der Kathedrale. Im Turm ist auch das Museum der Erzdiözese untergebracht.

## Geschichte

### 1918 bis 1949
Das Staatsarchiv wurde am 1. Dezember 1918 nach einem Dekret des Regentschaftsrates vom 31. Juli eingerichtet. Es steht in der Tradition der Lubliner Archive, die vom 16. Jahrhundert bis zur dritten Teilung Polens bestanden. Diese Archive waren im „Kleinen Rathaus“, im Lubliner Schloss und im Refektorium des Dominikanerklosters eingerichtet. Letzteres bewahrte die Bücher der Lubliner Sitzungen des Krongerichts. Auf Anordnung des russischen Statthalters Józef Zajączek wurde 1827 in Lublin ein Archiv der historischen Altbestände eingerichtet. Die Bücher des Krongerichts gingen 1836 an das Hauptarchiv in Warschau, wo sie 1944 während des Warschauer Aufstands vollständig zerstört wurden. Die historischen Bestände kamen 1887 nach Wilna und das Lubliner Archiv wurde aufgelöst.
Erster Direktor wurde 1918 Stanisław Ptaszycki, der 1926 Direktor der Abteilung Staatsarchive beim Ministerium für Religionsgemeinschaften und öffentliche Bildung (MWRiOP, Ministerstwo Wyznań Religijnych i Oświecenia Publicznego) wurde. Sein Nachfolger Leon Białkowski konnte am 27. Juli 1944 in der befreiten Stadt wieder seine Tätigkeit aufnehmen. Den Archivaren gelang es Aktenbestände des Vernichtungslagers Majdanek, der Gestapo und der deutschen Verwaltung zu sichern. Während der deutschen Besatzungszeit war Roland Seeberg-Elverfeldt Leiter des Archivamts Lublin. Die Archivare versuchten damals das „Deutschtum“ der Stadt Lublin anhand von Urkunden zu bestätigen.

### 1950 bis 2021
Anfang der 1950er Jahre wurden Archive der Powiate in Chełm, Łuków, Zamość und Kraśnik eingerichtet. Lublin wurde 1952 Woiwodschaftsarchiv (Wojewodzkie Archiwum Panstwowe w Lublinie). Im Jahr 1962 kehrten wertvolle Grund-, Orts- und Stadtbücher aus der Sowjetunion nach Lublin zurück. Eine erste Rückgabe von Urkunden erfolgte nach dem Vertrag von Riga vierzig Jahre zuvor. Im Jahr 1965 wurden die Bestände erstmals an einem Standort im ehemaligen Jesuitenkolleg zusammengeführt. Mit der Auflösung der Powiate und der Gründung der Woiwodschaft Zamość wurde 1975 das Powiatarchiv der Stadt Zamość ein eigenständiges Woiwodschaftsarchiv und später Staatsarchiv. Dagegen wurden die Archive in Chełm, Kraśnik und Radzyń Podlaski (ehemals Łuków) örtliche Zweigstellen des Lubliner Archivs. Noch vor der Neuordnung der Woiwodschaften im Jahr 1999 erhielt es 1983 wieder die Bezeichnung Archiwum Państwowe (AP, Staatsarchiv).
Mit dem Ende der Volksrepublik Polen kamen seit 1990 neue Bestände aus den Woiwodschaftsarchiven der Polnischen Vereinigten Arbeiterpartei (PZPR/PVAP) in Lublin, Biała Podlaska und Chełm an das Staatsarchiv. Des Weiteren wurden die Akten vieler privatisierter Staatsbetriebe übernommen. Gegenwärtiger Leiter ist Piotr Dymmel (Mai 2021).
Leiter des Archivs:
- Stanisław Ptaszycki, 1918–1926
- Leon Białkowski, 1926–1939
- (Roland Seeberg-Elverfeldt, 1940–1943, Leiter des deutschen Archivamts Lublin)
- Leon Białkowski, 1944–1949
- Mirosława Zakrzewska-Dubasowa, 1949–1954
- Tadeusz Mencel, 1955–1961
- Franciszek Cieślak, 1961–1989
- Piotr Dymmel, gegenwärtig

Bedeutende Mitarbeiter:
- Jan Riabinin
- Aleksander Kossowski
- Józef Seruga
- Roman Szewczyk.